# Oscar Gamarra
Oscar Gamarra (Asunción, Paraguay, 9 de septiembre de 1986) es un futbolista paraguayo. Juega de mediocampista y su actualmente juega por el Club General Díaz de su país.

## Clubes
| Club              | País     | Año         | PJ | Goles |
| ----------------- | -------- | ----------- | -- | ----- |
| Cerro Porteño     | Paraguay | 2003 - 2008 | 52 | 4     |
| Coronel Bolognesi | Perú     | 2009        | 15 | 0     |
| Cerro Porteño     | Paraguay | 2009 - 2012 | 12 | 3     |
| Real Garcilaso    | Perú     | 2013        | 8  | 2     |
| FBC Melgar        | Perú     | 2013        | 18 | 3     |
| General Díaz      | Paraguay | 2014 - 2017 | 22 | 1     |
| Deportivo Capiatá | Paraguay | 2018 -      |    |       |

## Palmarés

### Campeonatos nacionales
| Título          | Club          | País     | Año        |
| --------------- | ------------- | -------- | ---------- |
| Torneo Absoluto | Cerro Porteño | Paraguay | 2004, 2005 |